# Алтфраунхофен
Алтфраунхофен (њем. Altfraunhofen) општина је у њемачкој савезној држави Баварска. Једно је од 35 општинских средишта округа Ландсхут. Према процјени из 2010. у општини је живјело 2.057 становника. Посједује регионалну шифру (AGS) 9274114.

## Географија
Алтфраунхофен се налази у савезној држави Баварска у округу Ландсхут. Општина се налази на надморској висини од 466 метара. Површина општине износи 24,3 km².

## Становништво
У самом мјесту је, према процјени из 2010. године, живјело 2.057 становника. Просјечна густина становништва износи 85 становника/km².